# Буддизм на Тайване

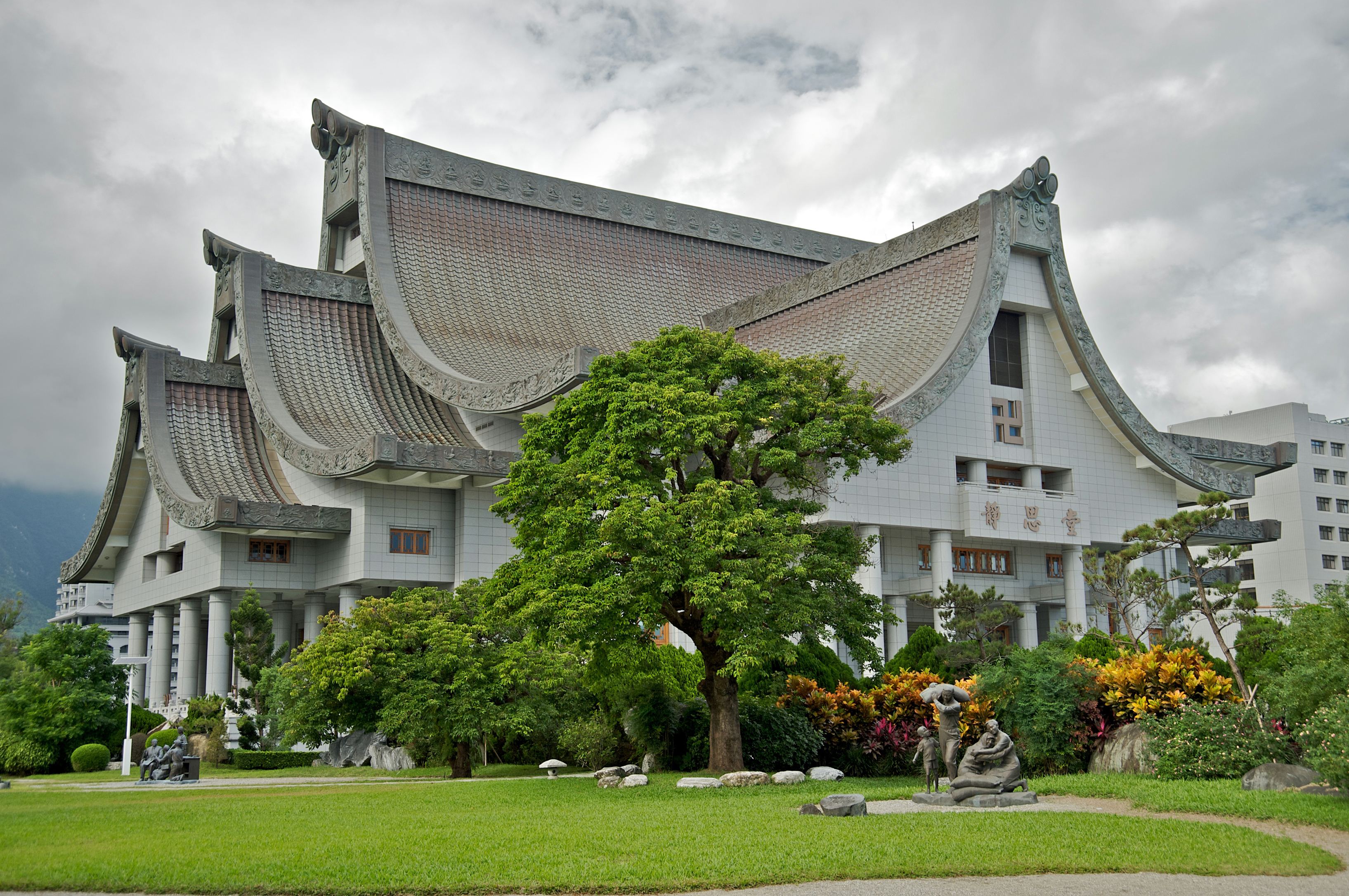
Храм школы Цы Цзи

Учитель Синъюнь

Буддизм является основной религией на острове Тайване. 90 процентов населения Тайваня следуют китайской традиции, в которой объединены принципы конфуцианства, даосизма и буддизма. . При этом достаточно строго к буддизму относится по разным оценкам от 7 до 15 процентов населения.  Отличительная черта тайваньских буддистов — вегетарианство.
По официальным данным к буддизму относится около 8 миллионов человек, однако часть из них исповедуют синкретические религии, которые нельзя считать строгим буддизмом.
Буддизм на Тайване настоящее время сосредоточен в четырёх основных школах, которые возглавляют так называемые «Четыре Небесных Царя тайваньского буддизма»:
- Север (Цзиньшань, Тайбэй): Учитель Шэнъянь (聖嚴, ум. 2009), Монастырь Барабана Дхармы (法鼓山)
- Юг (Дашу, около Гаосюна): Учитель Синъюнь (星雲), монастырь Фо Гуан Шань (佛光山)
- Восток (Хуалянь): Учитель Чжэнъянь (證嚴) фонд Цы Цзи (慈濟基金會)
- Запад (Наньтоу): Учитель Вэй Цзюэ (惟覺), монастырь Чжун Тай Шань (中台山)

Все четыре школы представляют чань-буддизм. Некоторые из этих школ находятся под влиянием гуманистического буддизма (人間佛教) учителя Инь Шуня (印順). Миссии четырёх основных тайваньских школ ведут работу по всему миру, имея центры во многих странах. Тайваньские буддисты играют также важную роль в восстановлении буддизма в Китае

## История
Буддизм был занесён на Тайвань ещё в эпоху династии Мин поселенцами из провинций Фуцзянь и Гуандун. После того, как Косиньга изгнал голландцев с Тайваня, его сын основал первый буддийский храм.
После того, как Тайвань присоединился к основному Китаю династии Мин, после 1683 из провинций Фуцзянь и Гуандун прибыло большое количество монахов, было построено много храмов разных школ. Однако монастырский буддизм не возникал до XIX века.
Во время японской колонизации (1895—1945) буддийские храмы Тайваня были упорядочены и подчинены центральным храмам:
- Север (Кеелун): Гора Юэмэй (月眉山), монастырь основанный учителем Шаньхуэй (善慧)
- Центр (Мяоли): Храм Фаюнь (法雲寺), основанный учителем Цзюэли (覺立)
- Юг (Тайнань): Храм Кайюань (開元寺), также основанный учителем Цзюэли

В это время буддийские храмы попали под влияние японских буддийских школ, в частности, были распространены настоятели, состоящие в браке. Наоборот, те храмы, которые придерживались целибата и вегетарианства священников, противостояли японским школам.
С приходом к власти гоминьдана на Тайвань бежало большое число монахов из материка, которые получили привилегии от нового правительства. В это время образовалась Китайская буддийская ассоциация (中國佛教會), взявшая под контроль буддийские храмы и монастыри. Эта ассоциация возникла в 1947 году (в Нанкине) и переместилась на Тайвань. Только в 1960-е годы стали разрешены независимые буддийские организации, которые особенно распространились после 1987 года; влияние Китайской буддийской ассоциации упало.
Первую крупную независимую организацию основал Синъюнь, он обладал популярностью среди верующих после цикла радиопередач в пятидесятые годы.
Позднее монахиня Чжэнъян, которая получила инициацию от Инь Шуня, основала школу Цы Цзи, которая также стала влиятельной благотворительной организацией. Под эгидой Цы Цзи на Тайване действует несколько больниц. В 1999 году школа Цы Цзи оказала огромную помощь жертвам землетрясения в Пули.
В восьмидесятые годы под влиянием руководителей буддийских организаций министерство образования Тайваня ослабило требования к учебным заведениям, разрешив создавать буддийские университеты. Практически каждая школа создала свои университеты и колледжи.
В 2001 году учитель Синь Дао (心道) открыл в Тайбэе Музей мировых религий (世界宗教博物館). В этом музее выставлены материалы по десяти мировым религиям и демонстрируется структура мироздания по Аватамсака-сутре.
В 2009 году ушёл из жизни один из самых влиятельных учителей Шэнъянь, настоятель монастыря Барабанов Дхармы.
Популярность буддизма Ваджраяны сильно возросла за последние годы, остров посетили тибетские ламы, лидеры всех четырёх тибетских буддийских школ, на Тайване был также Далай-лама XIV в 1997, 2001 и 2009 годах.

## Рост в последнее время
По статистике министерства внутренних дел Тайваня количество буддистов на Тайване возросло с 800 тысяч в 1983 году до 4,9 миллионов в 1995 году. Количество зарегистрированных храмов возросло с 1,157 до 4,020, а количество монахов и монахинь увеличилось с 3470 до 9300. Эта тенденция объясняется активной деятельностью буддийских организаций и учителей.